# Угянский, Андрей Онуфриевич
 Андрей Онуфриевич Угянский (1816 - 7 октября 1870) - филолог, профессор греческой и римской словесности.

## Биография
Родился в 1816 году. По окончании в Казанском университете в 1845 году курса со степенью кандидата словесных наук, с 19 января 1846 года  состоял в должности старшего учителя греческого языка в Симбирской гимназии, а затем с 23 декабря 1849 года учителем того же предмета Казанской первой гимназии. 2 ноября 1850 года удостоен степени магистра греческой словесности. 29 октября 1860 года, будучи в должности учителя первой гимназии, избран для преподавания в университете греческой словесности на время объявленного по этой кафедре конкурса, но отклонил от себя это поручении за недостатком свободного времени.
17 февраля 1861 года прикомандирован к университету для преподавания по кафедре греческой словесности. 19 июля того же года определен исполняющим должность экстраординарного профессора греческой словесности и древностей. 27 января 1866 года ему было поручено чтение латинского языка и толкование латинских авторов по вакантной кафедре римской словесности. 30 сентября 1869 года на время объявленного конкурса ему вторично поручено преподавание по той же кафедре. Скончался на службе 7 октября 1870 года.

## Труды
- Рассуждение о предисловии Фукидида с критико-исторической точки зрения / [Соч.] А. Угянского Казань : Унив. тип., 1868
- О свойствах литовского языка" ("Журнал Министерства Народного Просвещения", 1869)